# Grans
|  | Per a altres significats, vegeu «Gräns». |

Grans (occità) (francès) és un municipi francès al departament de Boques del Roine (regió de Provença-Alps-Costa Blava).

## Demografia
| Evolució de la població |       |       |       |       |       |       |       |       |
| 1793                    | 1800  | 1806  | 1821  | 1831  | 1836  | 1841  | 1846  | 1851  |
| 1 738                   | 1 583 | 1 588 | 1 844 | 1 634 | 1 779 | 1 681 | 1 697 | 1 740 |

| 1856  | 1861  | 1866  | 1872  | 1876  | 1881  | 1886  | 1891  | 1896  |
| ----- | ----- | ----- | ----- | ----- | ----- | ----- | ----- | ----- |
| 1 967 | 1 968 | 1 994 | 1 920 | 1 937 | 1 794 | 1 807 | 1 706 | 1 779 |

| 1901  | 1906  | 1911  | 1921  | 1926  | 1931  | 1936  | 1946  | 1954  |
| ----- | ----- | ----- | ----- | ----- | ----- | ----- | ----- | ----- |
| 1 740 | 1 774 | 1 847 | 1 589 | 1 577 | 1 588 | 1 620 | 1 718 | 1 985 |

| 1962  | 1968  | 1975  | 1982  | 1990  | 1999  | 2006 | 2011 | 2016 |
| ----- | ----- | ----- | ----- | ----- | ----- | ---- | ---- | ---- |
| 2 216 | 2 446 | 2 801 | 3 095 | 3 436 | 3 716 | -    | -    | -    |

| 2019 | - | - | - | - | - | - | - | - |
| ---- | - | - | - | - | - | - | - | - |
| -    | - | - | - | - | - | - | - | - |

## Administració
| Període   | Identitat           | Partit |
| --------- | ------------------- | ------ |
| 1929-1935 | Lucien Plan         |        |
| 1935-1942 | Appollon Gavandan   |        |
| 1947-1955 | Appollon Gavandan   |        |
| 1955-1971 | Paul Sias           |        |
| 1971-1977 | Jean-Marie Gavandan |        |
| 1977-1987 | Paul Pelen          |        |
| 1987-     | Yves Vidal          | PRG    |